# Энциклопедия отечественной мультипликации
«Энциклопе́дия оте́чественной мультиплика́ции» — сборник биографий и фильмографий мастеров российской и советской мультипликации. Составлена киноведом, историком анимации, сценаристом и режиссёром Сергеем Капковым с помощью нескольких журналистов и редакторов. Это первая попытка собрать воедино полную историю российской и советской мультипликации.

## История
Огромный объём информации был получен в ходе бесед с представителями анимационных профессий. Необходимость данной работы была отчасти вызвана отсутствием архивов по истории советской мультипликации и исчезновением в постсоветский период архива «Союзмультфильма». Письма с просьбами о помощи были разосланы по всем бывшим советским республикам, хотя в некоторых странах, например в Эстонии и Грузии, они были проигнорированы. Поскольку большое количество информации получено из устных источников, было принято решение не называть энциклопедию академическим изданием. Сам Капков отозвался о ней следующим образом: «Мы не застрахованы от возможных ошибок». Книга была представлена на XII Открытом российском фестивале анимационного кино в марте 2007 года, а официальная презентация в Москве состоялась 11 марта.
Энциклопедия содержит около 1050 биографий создателей анимационного кино, в каждую из которых включена фильмография. Она охватывает период с 1912 года, когда Владислав Старевич создал первый в России мультипликационный фильм «Прекрасная Люканида, или Война усачей с рогачами», по 2006 год.
Введение написала кинокритик Лариса Малюкова.
После выпуска книги многие аниматоры (особенно из стран — бывших республик СССР) обратились к авторам и предоставили дополнительную информацию о себе и коллегах, а также предложили некоторые исправления. Из-за этого и на волне успеха книги на ярмарке «Книги России» на будущее были запланированы её обновлённые версии.

## Награды
Создание «Энциклопедии отечественной мультипликации» было отмечено Дипломом Гильдии киноведов и кинокритиков России.

## Библиографическое описание
- Энциклопедия отечественной мультипликации / Сост. С. В. Капков. — М.: Алгоритм, 2006. — 812 с. — ISBN 978-5-9265-0319-4.